# Amro Tarek
Amro Tarek Abdel-Aziz (arabisch عمرو طارق, DMG ʿAmr Ṭāriq; * 17. Mai 1992 in Los Angeles) ist ein ägyptisch-US-amerikanischer Fußballspieler.

## Karriere

### Klub
Nach seiner Geburt zog seine Familie nach Ägypten. Dort begann er seine Karriere bei Asyut Cement und wechselte zur Saison 2009/10 in die U23 des ENPPI Club. Danach zog er nach Deutschland und schloss sich dem 1. FC Magdeburg an, wo er im Kader der U19 stand. Zum Ende der Saison kam er auch zwei Mal für die Zweite Mannschaft in der Oberliga Nordost zum Einsatz. Dann wechselte er zur zweiten Mannschaft des SC Freiburg und kam in der Regionalliga Süd in einigen Partien zum Einsatz. 2012/13 spielte er für die zweite Mannschaft des VfL Wolfsburg in der Regionalliga Nord. Nachdem er sich im Probetraining des FC Bayern München nicht durchsetzen konnte, kehrte er nach Ägypten zurück und schloss sich zur Saison 2013/14 dem El Gouna FC an. Am 15. September 2013 absolvierte er im Zusammenhang mit einem Probetraining eine Partie in der USL Pro  für die CD Chivas USA Reserves.
Nach zwei Spielzeiten kehrte er zur Saison 2015/16 wieder nach Europa zurück und wechselte zu Betis Sevilla nach Spanien. Von Februar bis Sommer 2016 wurde er in die USA zum MLS-Franchise Columbus Crew verliehen. 2016/17 war er wieder für ENPPI Club in Ägypten aktiv. Seine nächste Station war der Wadi Degla SC. Im Februar 2018 ließ er sich wieder in die MLS verleihen, diesmal zu Orlando City. Nach dem Ende der Leihe wurde er ins Team übernommen und direkt weiter zu den New York Red Bulls getradet. Dort spielt er bis heute.

### Nationalmannschaft
Nach der U20 bekam er seinen ersten Einsatz für die ägyptische Nationalmannschaft am 28. März 2017 bei einem 3:0-Freundschaftsspielsieg gegen Togo. Er wurde in der 72. Minute für Saad Samir eingewechselt. Seine zweite Partie während der Qualifikation für den Afrika-Cup 2019 war bei einem 4:1-Sieg über Eswatini, wo er in der Startelf stand und zur 67. Minute für Ali Gabr ausgewechselt wurde.